# Storia delle idee
La storia delle idee è l'ambito della ricerca storica che si occupa della nascita, espressione ed evoluzione delle idee umane, intese come le grandi forme di concettualizzazione applicate ai vari domini filosofici, epistemologici, culturali, ecc. È una disciplina strutturalmente transdisciplinare, e si situa all'intersezione tra la storia della filosofia, la storia della scienza, la storia della letteratura, la storia delle religioni e delle arti in generale.
La storia delle idee appartiene quindi all'insieme di discipline storico-culturali che studiano le evoluzioni teoriche e metateoriche delle dottrine e dei paradigmi, all'interno o attraverso i diversi settori epistemici o culturali.

## L'influsso di Lovejoy e la fondazione della storia delle idee
Numerose università offrono attualmente corsi di storia delle idee. I primi corsi del genere sono stati tenuti da Johan Nordström a Uppsala (Svezia) a partire dagli anni trenta, e da Arthur Oncken Lovejoy alla Johns Hopkins University (Stati Uniti) tra gli anni dieci e la fine degli anni trenta. È proprio a quest'ultimo autore che si fa abitualmente risalire la genesi dello studio accademico della storia delle idee, nel senso oggi abitualmente inteso, ed è proprio alla sua concettualizzazione che si sono ispirati i principali storici delle idee del Novecento.
Lovejoy fondò l' "History of Ideas Club" alla Johns Hopkins, nelle cui riunioni informali vennero elaborati i concetti fondamentali del settore. L'opera fondativa è considerato l'impegnativo studio The Great Chain of Being: A Study of the History of an Idea, di Lovejoy stesso. All'interno dell'opera viene ricostruita in maniera dettagliata l'evoluzione storico-culturale del concetto di "Grande Catena dell'Essere", analizzandone la sua articolazione concettuale nel corso dei secoli.

## La struttura delleidee
Il primo capitolo del volume di Lovejoy presenta un'ampia introduzione al senso ed ai metodi della storia delle idee, criteriandone i concetti di fondo. L'ipotesi di fondo di Lovejoy era che fosse possibile individuare i costituenti di base delle "idee" ("Unità-Idea", o "concetti individuali"), i cui continui riarrangiamenti, permutazioni e riorganizzazioni strutturali potevano quindi generare evolutivamente tutti i "sistemi di idee". Le varie forme e combinazioni possibili caratterizzano così le varie fasi e momenti storico-culturali.
Ispirandosi, in senso lato, a questo approccio, i principali storici delle idee del Novecento hanno proposto analisi storico-culturali particolarmente acute ed esaurienti di vari temi: ad esempio, Isaiah Berlin per la storia del concetto di "libertà", e Michel Foucault per la storia del concetto di "follia".